# AK Steel Holding
AK Steel Holding Corporation, (NYSE: AKS), är en amerikansk stålproducent och som har stålverk i Ashland (Kentucky), Butler (Pennsylvania), Coshocton (Ohio), Mansfield (Ohio), Middletown (Ohio), Rockport (Indiana) och Zanesville (Ohio).
2000 fälldes AK Steel av amerikanska naturvårdsverket, Environmental Protection Agency för att ha släppt ut för höga halter av farliga ämnen i både luft och vatten vid deras anläggning i Butler, Pennsylvania. Environmental Protection Agency och USA:s justitiedepartement meddelade en tid senare att de hade kommit överens med AK Steel om $ 1,2 miljoner i böter, varav $ 900 000 var för att jobba på att hålla nere de skadliga luftpartiklarna i delstaten Pennsylvania.
2006 fälldes AK Steel för att ha släppt ut för höga halter av PCB i Middletown, Ohio och fick då böta $ 12 miljoner.
2010 utsågs AK Steel till värsta miljöboven av den amerikanska tidskriften Mother Jones, med att släppa ut mer än 12 000 ton farligt avfall i Ohios vattendrag.